# Alice McHardy
Alice Carolyn McHardy (* 1977 in Frankfurt am Main) ist eine deutsch-britische Bioinformatikerin und Professorin der Bioinformatik.

## Leben
An der Universität Bielefeld studierte McHardy ab 1995 Biochemie. Nach dem Diplom 2000 arbeitete sie als wissenschaftliche Mitarbeiterin am Zentrum für Biotechnologie der Universität Bielefeld; dort wurde sie 2004 im Fach Bioinformatik promoviert.
Anschließend war sie von 2005 an als Postdoc in der Arbeitsgruppe für Bioinformatik und Mustererkennung des IBM-Forschungszentrums in Yorktown Heights (USA) tätig. Dort lag ihr Forschungsschwerpunkt bei der Erforschung der Evolution des Grippevirus mit dem Ziel durch theoretische Simulationen den nächsten Virenstamm vorherzusagen und dadurch rechtzeitig die passende Auswahl der Impfstoffe vorherzusagen. 
2007 wechselte sie ans Max-Planck-Institut für Informatik Saarbrücken, wo sie die Forschungsgruppe "Computational Genomics und Epidemiology" leitete. Parallel dazu lehrte sie an der Universität des Saarlandes Bioinformatik und Genomforschung. 
Im Dezember 2009 wurde McHardy auf den Lehrstuhl für das Fach Algorithmische Bioinformatik an die Heinrich-Heine-Universität Düsseldorf berufen, um dort Entwicklung bioinformatischer Verfahren zur Analyse von Metagenomen zu erforschen; den Lehrstuhl hat sie mittlerweile verlassen und leitet seit dem 1. April 2014 die Abteilung Bioinformatik der Infektionsforschung am Helmholtz-Zentrum für Infektionsforschung.